# On the Line (Vain)
On the Line è il quinto album dei Vain, uscito nel 2005 per l'Etichetta discografica Perris Records.

## Tracce
1. Running On Empty (Vain)
2. So Free Now (Vain)
3. Drag Me (Vain)
4. Last Sin (Vain)
5. On The Line (Vain)
6. Turn To Sand (Vain)
7. Lie For Love (Vain)
8. Cover Me (One More Time) (Vain)
9. Slave (Vain)
10. Keep Shining On (Vain)

## Formazione
- Davy Vain - voce
- James Scott - chitarra
- Danny West - chitarra
- Ashley Mitchell - basso
- Louie Senor - batteria